# Rumori respiratori
I rumori respiratori sono rumori generati dal passaggio dell'aria attraverso le vie aeree, rilevabili tramite l'auscultazione del torace con un fonendoscopio. Costituiscono un importante segno clinico, rilevabile nell'ambito dell'esame obiettivo del torace, che può far sospettare un processo patologico a carico dell'apparato respiratorio.

## Rumori fisiologici
Si generano a seconda della sede di passaggio dell'aria indagata all'auscultazione; si hanno:
- Rumori vescicolari, il murmure vescicolare che normalmente si apprezza su tutto il campo polmonare;
- Rumori bronco-vescicolari, auscultabili a livello di I e II costa anteriormente e nella regione interscapolovertebrale posteriormente, se presenti altrove hanno significato patologico;
- Rumori bronchiali, se presenti auscultabili in prossimità del manubrio sternale, se presente in entità maggiore e sede diversa ha significato patologico;
- Rumori tracheali, auscultabili a livello del collo.

### Alterazioni
Le alterazioni dei normali rumori fisiologici respiratori sono definite soffi respiratori, distinti in base alla sede di origine in:
- soffi laringei (cornage), prevalentemente inspiratori, si generano per stenosi delle vie respiratorie extratoraciche, da corpo estraneo, angioedema della glottide;
- soffi bronchiali, distinti in aspri e dolci; gli aspri si ritrovano in presenza di addensamenti, neoplasie del parenchima polmonare, fibrosi; in presenza di adensamento, per il passaggio d'aria attraverso le grandi vie aeree, si può percepire un soffio tubarico, mentre in caso di cavità nel parenchima o di aria nello spazio pleurico (PNX) è udibile un soffio anforico, dal timbro metallico; i soffi bronchiali dolci si riscontrano in caso di versamento pleurico moderato, in cui il rumore si modifica passando attraverso il liquido e assume tonalità alta e intensità lieve;
- soffi bronchiolari (sibili), si generano in bronchioli stenosati per asma, edema bronchiale (in bronchiti asmatiche) e ipersecrezione di muco (in bronchiti ipersecretive).

## Rumori aggiunti[1]

### Ronchi
I ronchi si generano per il passaggio di aria attraverso un lume bronchiale stenosato dalla presenza di secreto denso e vischioso o da turgore della mucosa bronchiale o da spasmo o, ancora, compressione dall'esterno.
La riduzione del calibro può essere localizzata o diffusa.
A seconda del calibro dei bronchi interessati, i ronchi assumono altezza diversa, a seconda del diametro del lume. Andando verso il calibro più grande i ronchi saranno
- sibilanti
- gementi
- fischianti
- russanti: piuttosto che dal lume stenosato traggono origine dalla vibrazione di filamenti di secreto che rivestono le pareti, investiti dalle correnti aeree.

Possono ascoltarsi nelle due fasi della respirazione ma, per la minore velocità della corrente aerea, tendono a essere più evidenti nella fase espiratoria.
Possono modificarsi con la tosse.
Si riscontrano nelle tracheobronchiti secche, bronchiti croniche e acute, asma.

In quest'ultima condizione l'espirazione diviene particolarmente prolungata per la stenosi bronchiolare diffusa. I rumori respiratori saranno anche assai più ricchi e udibili a distanza. Tra di essi prevalgono i sibili (di origine bronchiolare).

### Rantoli
Rantolo fu definito dagli antichi quel particolare rumore, di assai grave significato prognostico, che si produce per il passaggio dell'aria attraverso la trachea e il laringe, zone dove l'accumulo di secrezioni è facilitato dal venir meno della coscienza. È dunque il rumore agonico oggi detto rantolo tracheale. Se apprezzabile a distanza si parla di rantolo orale.
Il nome rantolo è stato poi applicato a tutti i rumori che si producono dall'albero tracheobronchiale, distinguendoli in secchi (i ronchi) e umidi.
Questi si producono quando nel lume bronchiale o in una cavità polmonare patologica sia contenuto un fluido liquido, per cui l'aria che l'attraversa si divide in bolle più o meno grosse, dando origine, allorquando esse scoppiano, a vibrazioni sonore intermittenti che si percepiscono sia nell'inspirazione che all'espirazione.
Le bolle saranno tanto più grosse quanto maggiore è il calibro del bronco. Più grosse ma anche meno numerose nell'unità di tempo.
Altri fattori poi ne influenzano il diametro, come la velocità della corrente, la quantità di liquido, la sua densità.
I rantoli vengono distinti in
- rantoli a grosse bolle: bronchiti umide acute e croniche, bronchiectasie, caverne.
- rantoli a medie bolle: come i precedenti, e come questi possono essere in- e/o espiratori.
- rantoli a piccole bolle: sono per lo più inspiratori, percepibile all'acme di tale fase.
- rantoli a bolle molto piccole: detti anche subcrepitanti, sono inspiratori e sono da differenziare dai crepitii dell'enfisema sottocutaneo udibile con la sola pressione del fonendoscopio. Devono essere distinti anche dai rantoli crepitanti, di origine polmonare.

Se il bronco pesca al di sotto del livello del liquido all'interno di una caverna, si avranno rantoli gorgoglianti (o cavitari). Possono giungere in ritardo se le caverne sono grandi (rantoli postespiratori).
Carattere importante dei rantoli è che con la tosse possono sia scomparire che apparire.